# Guillaume Balas

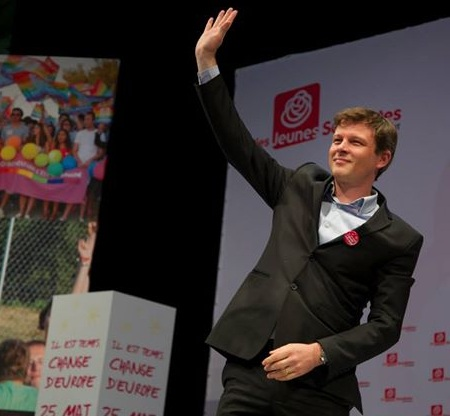
Guillaume Balas

Guillaume Balas (* 30. August 1972 in Rillieux-la-Pape) ist ein französischer Politiker der Parti socialiste.

## Leben
Balas ist seit 2014 Abgeordneter im Europäischen Parlament. Dort ist er Mitglied im Ausschuss für Beschäftigung und soziale Angelegenheiten und in der Delegation für die Beziehungen zu Irak.